# بلمون (بالا لاريجان)
بلمون (بالفارسية: پلمون) هي قرية تقع في إيران في قسم بالا لاریجان الريفي. يقدر عدد سكانها بـ 42 نسمة بحسب إحصاء 2016.